# Ейсър
Acer Incorporated (съкратено Acer Inc. или 宏碁 (кит.), произнася се Ѐйсър) е многонационална компания, производител на хардуер, базирана в Тайпей, о. Тайван. Продукцията ѝ включва настолни персонални компютри, ноутбуци, лаптопи, сървъри, устройства за съхранение на данни, устройства за виртуална реалност, дисплеи, смартфони и периферийни устройства, а също геймърски компютри и аксесоари под собствената марка Acer Predator. Към януари 2021 г. Acer заема 6-о място в света по обем на продажбите на персонални компютри.
Създателят и основател на фирмата е Шъ Джънжун. Шъ е роден на 8 декември 1944 г. в Луган Тауншип, Тайван. Това, което се знае за детството му е, че е бил много запален по математиката – винаги е бил първи в класа и тя определено му е помогнала. Той завършва Националния Chiao Tung (Дзияотун) университет, като на 27 години получава магистърска степен по специалността електронен инженер (1972). Съвсем по правилата, Шъ се жени за Каролин Йе и отива да работи в Qualitron Industrial Corp. като се занимава с инженерен дизайн.
Само 4 години по-късно Шъ, жена му и още пет техни приятели дават началото на Multitech International. Началната инвестиция е 25 000 долара. Съвсем скоро след това служителите наброяват вече 11 души, а Multitech започва да се занимава с писане на електронни игри. По-късно се превръща в дистрибутор на вносни полупроводници и малко по малко се утвърждава като сериозна фирма. През 1981 г. Шъ прекръства компанията Multitech на Acer Inc. (Acer от латински се превежда като „остър“). По-късно той си сменя и собственото име с цел да бъде по-лесно за възприемане от западните му партньори. Новото име на Шъ Джънжун е Стан Шъ.
Първият международен успех на Acer идва през същата 1981 г. благодарение на обучаващо устройство, наречено „MicroProfessor“. Неслучайно за Acer се говори, че е фирмата, която е показала пътя към бъдещето на тайванците – тя се старае чрез нея обществото да научи много нови неща в технологиите и се опитва да подтикне пазара към развитие в тази насока.
Произвежданите от нея продукти включват десктоп и лаптоп компютри, PDA, сървъри, запаметяващи и периферни устройства.
Компанията е вторият по продажби в света (вкл. и в България) компютърен производител след „Hewlett-Packard“ (HP) и не крие сериозните си амбиции за първото място. През последните години Acer първи прилагат нови технологии, съчетани с високо качество и ниски цени, докато HP допускат производство на лаптопи с отклонения в качеството, борейки за по-достъпна цена на техните продукти.
Интересно е да се знае, че Association for Canadian Educational Resources също използва името ACER, но като съкращение то се изписва само с главни букви, за разлика от английското име на тайванската фирма – Acer.

## Продукция
Потребителски десктопи
- Acer Aspire Desktop
- Acer Aspire Predator

Бизнес-десктопи
- Acer Veriton

Потребителски ноутбуци
- Acer Aspire Ultrabook
- Acer Tablet
- Acer Aspire Notebook
- Acer Aspire Timeline
- Acer Ferrari
- Acer Iconia

Бизнес-ноутбуци
- Acer TravelMate
- Acer Extensa

Лаптопи
- Acer Iconia Tab W500
- Acer Iconia Tab A100
- Acer Iconia Tab A200
- Acer Iconia Tab A500
- Acer Iconia Tab A510
- Acer iconia Tab A511
- Acer Iconia Tab A700
- Acer Iconia Tab A701
- Acer Iconia Tab A8600
- Acer Iconia Tab A110

Нетбуци
- Acer Aspire One
- Ferrari One
- Acer EMachines

Неттопи
- Acer Aspire Revo

Смартфони
- Acer Tempo: DX650, DX900, F900, M900, X960
- Acer Liquid: Acer Liquid Z110, Acer Liquid S100, Acer Liquid E, Acer Liquid MTS120, Acer Liquid Mini E310, Acer Liquid Express E320, Acer Liquid Gallant Duo E350, Liquid Z120 DUO, Liquid Z150, Liquid Z530, Acer Liquid E700.
- Acer neoTouch: Acer neoTouch S200, P300, P400
- Acer Stream
- Acer beTouch: E100, E101, Acer beTouch E110, E120, E130, E140, E200, E400, T500
- Acer Iconia Smart
- Acer CloudMobile S500

Други
- Цифрови камери
- PDA
- Автомобилни навигационни устройства
- Acer PICA

## Марки
- Aazar
- eMachines
- ProPack
- Gateway
- Packard Bell
- Pawbo
- Predator
- Xplova
- Nitro